# 东坝子黄耆
东坝子黄耆（学名：Astragalus tumbatsica）为豆科黄耆属下的一个种。

## 扩展阅读
- 維基物種上的相關：东坝子黄耆